# セロシジン
セロシジン (Cellocidin) または2-ブチンジアミド (2-butynediamide) は、分子式C4H4O2N2の有機化合物である。この化合物は、ストレプトマイセス属のStreptomyces chibaensisやStreptomyces reticuliから単離される。

## 構造
セロシジンは、4つの炭素原子、4つの水素原子、2つの酸素原子と2つの窒素原子から構成される。2番目と3番目の炭素原子の間に1つの三重結合を持ち、1番目と4番目の炭素原子の外に2つの炭素-酸素二重結合を持つ。中央の2つの炭素原子で繋がれた2つの対称なアミド基を含む。

## 安全性

### 取扱い
セロシジンは、慎重に取り扱う必要がある。扱った後には、手や汚染された衣服はよく洗うべきである。皮膚や目への接触は避けなければならない。また摂取や吸入してはいけない。

### 貯蔵/廃棄
セロシジンは密閉容器に入れ、涼しく乾燥した場所で保存する必要がある。廃棄する際には、適切な閉じた容器に入れるべきである。

### 曝露
飲んでしまった場合には、吐き気や下痢を催すことがあるので、医療機関を受診するべきである。不必要な摂取や皮膚への曝露は、皮膚や呼吸器の炎症を引き起こすため、避けるべきである。

### 予防対策
- 目：取り扱う際には、常に適切な眼鏡を着用する。
- 皮膚：全ての皮膚を覆う保護手袋、保護衣を着用し、皮膚を露出させない。
- 肺：取り扱う際には、常に適切なマスクを着用する。[1]